# Herandyappanahalli, Kanakapura
Herandyappanahalli là một làng thuộc tehsil Kanakapura, huyện Ramanagara, bang Karnataka, Ấn Độ.